# جورج أوين جونسون
جورج أوين جونسون هو عسكري كندي، ولد في 24 يناير 1896 في وودستوك في كندا، وتوفي في 28 مارس 1980 في فانكوفر في كندا.